# Desvenlafaxine
Desvenlafaxine, được bán dưới tên thương hiệu Pristiq và các thương hiệu khác, là một loại thuốc dùng để điều trị rối loạn trầm cảm lớn. Đôi khi bác sĩ cần phải đánh giá lại nhu cầu điều trị thêm với thuốc này. Nó tỏ ra ít hiệu quả hơn so với venlafaxine - hợp chất mẹ của nó. Nó được uống qua đường miệng.
Các tác dụng phụ thường gặp bao gồm chóng mặt, khó ngủ, tăng tiết mồ hôi, táo bón, buồn ngủ, lo lắng và các vấn đề tình dục. Tác dụng phụ nghiêm trọng có thể bao gồm tự tử ở những người dưới 25 tuổi, hội chứng serotonin, chảy máu, hưng cảm và huyết áp cao. Một hội chứng cai thuốc có thể xảy ra nếu giảm liều nhanh chóng. Không rõ liệu sử dụng trong khi mang thai hoặc cho con bú là an toàn. Nó là một thuốc chống trầm cảm của nhóm thuốc ức chế tái hấp thu serotonin-norepinephrine (SNRI).
Desvenlafaxine đã được chấp thuận cho sử dụng y tế tại Hoa Kỳ vào năm 2008  Sử dụng ở châu Âu đã bị từ chối trong năm 2009. Tại Hoa Kỳ, chi phí bán buôn là khoảng 25,20 USD mỗi tháng. Trong năm 2016, đây là loại thuốc được kê đơn nhiều thứ 272 tại Hoa Kỳ, với hơn một triệu đơn thuốc.

## Sử dụng trong y tế
Desvenlafaxine chủ yếu được sử dụng như một phương pháp điều trị rối loạn trầm cảm chính. Sử dụng chỉ được nghiên cứu tối đa 8 tuần. Tuy nhiên, nó có vẻ kém hiệu quả hơn venlafaxine.
Liều 50–400 mg/ngày có vẻ hiệu quả đối với rối loạn trầm cảm lớn, mặc dù không có lợi ích bổ sung nào được chứng minh ở liều lớn hơn 50 mg/ngày, và các tác dụng phụ và ngừng thuốc thường gặp hơn ở liều cao hơn.
Desvenlafaxine cải thiện điểm HAM-D17  và các biện pháp về sức khỏe như Thang điểm Khuyết tật Sheehan (SDS) và Chỉ số Sức khỏe của Tổ chức Y tế Thế giới 5 mục (WHO-5).